# Édouard Tirel de la Martinière
Édouard Tirel de la Martinière (17 février 1849 à Rennes, Ille-et-Vilaine - 14 avril 1918 à Paris) est un homme politique français. Il a été député de la Manche de 1885 à 1893.

## Biographie
Il est le fils de Nicolas Édouard Tirel de la Martinière, inspecteur des contributions directes et de Caroline Marie Amélie Gaslonde. Étudiant en droit à Paris et lauréat de la Faculté en 1870, Édouard Tirel de la Martinière obtient un doctorat en droit après s'être engagé durant la guerre comme capitaine des gardes mobiles de la Manche. Reçu auditeur au Conseil d'État en février 1873, il est nommé en avril suivant, chef de cabinet du sous-secrétaire d'État au ministère de l'Intérieur, puis chef-adjoint du cabinet du ministre, chargé de la direction du personnel, et devient le 16 avril 1874, chef de cabinet du vice-président du conseil des ministres.
Réintégré au Conseil d'État en mars 1875, il est nommé substitut du procureur de la République auprès du tribunal de la Seine, de 1877 à juillet 1879, date de sa révocation.
Il s'implante politiquement dans la Manche, en étant élu conseiller général du canton de La Haye-du-Puits à partir de 1874, maire de Vindefontaine, et président du comice agricole de La Haye-du-Puits et de Lessay. il est élu aux législatives du 4 octobre 1885 sur la liste conservatrice de la Manche, deuxième député sur huit, et siège sur les bancs du centre-droit. Opposant aux politiques des ministres républicains, il vote contre l'expulsion des princes, le rétablissement du scrutin d'arrondissement, les poursuites à l'encontre des députés de la Ligue des patriotes et du général Boulanger, et le projet de loi Lisbonne restreignant la liberté de la presse. Il s'exprime en faveur de l'ajournement de la révision constitutionnelle. 
Réélu en 1889 dans la 2e circonscription de Coutances, par 6280 voix contre 5591 à Alfred Regnault, il travaille à la défense des intérêts agricoles, notamment à l'aide des agriculteurs victimes de la sécheresse, et au rétablissement de l'équilibre budgétaire. Membre des commissions sur la réglementation des Halles centrales, sur le remboursement des valeurs mobilières et sur l'ouverture d'un crédit pour la Compagnie du canal de Panama, il préside la commission d'intérêt local en 1892. 
Non candidat à sa réélection en 1893, il demeure conseiller général de la Manche jusqu'en 1898 et maire de Vindefontaine jusqu'en 1905. 
Il était chevalier de la Légion d'honneur.